# Lothar Lammers
Lothar Lammers (* 24. April 1926 in Höxter; † 10. Juli 2012 in Münster) entwickelte 1955 zusammen mit dem Unternehmer und Sportfunktionär Peter Weiand das Lottospiel 6 aus 49.

## Leben
Lammers studierte Rechtswissenschaft und Wirtschaftswissenschaft an den Universitäten Göttingen und Köln. Nachdem er sich nach dem Zweiten Weltkrieg in amerikanischer Kriegsgefangenschaft in Frankreich als Übersetzer betätigt hatte, begann er beim Westdeutschen Fußball-Toto seine Nachkriegskarriere. Das Westdeutsche-Fußball-Toto war zu diesem Zeitpunkt gegründet worden, um den Wiederaufbau von durch den Krieg zerstörten Sportstätten zu finanzieren. In dieser Zeit traf er auf Peter Weiand. Mit diesem zusammen entwickelte er die Idee, das herkömmliche Lotto-System nach dem Vorbild des Fußball-Toto zu reformieren. Lammers war hierbei maßgeblich daran beteiligt, dass das Lotto-System „6 aus 49“ rechtlich anerkannt wurde.
Von 1955 bis 1986 leitete Lammers die Westdeutsche Lotterie innerhalb des Deutschen Toto- und Lottoblocks. Er galt weltweit als ein Vordenker moderner Lotterien. Nach den von ihm und Weiand entwickelten Prinzipien wurden weltweit Lotterien eingerichtet und bestehende staatliche Systeme von Sportwetten um Lotterien ergänzt.
Lammers war außerdem seit den 1970er Jahren Geschäftsführer von Spielkasinos und ab 1979 einer Gebäudeverwaltungsgesellschaft in Münster.
Er lebte zuletzt in Münster und St. Tropez.

## Auszeichnungen
- 1978: Ehrenzeichen des Deutschen Roten Kreuzes
- 1978: Orden des Löwen von Finnland
- 1984: Bundesverdienstkreuz 1. Klasse
- 1987: Ordre national du Mérite
- 1989: Ehrenmitglied Intertoto
- 1997: Hall of Fame, Las Vegas
- 2000: Ehrenmitglied World Lottery Association
- 2004: WLA Guy Simonis Lifetime Achievement Award